# Грудите, Агне
Агне Грудите (лит. Agnė Grudytė; род. 9 июля 1986, Шяуляй) — литовская киноактриса и телеведущая.

## Биография
Агне Грудите родилась 9 июля 1986 года в городе Шяуляй Литовской ССР, но периодически гостила у родственников в деревне Кальтиненай (Шилальский район). Ещё в детском саду приняла участие в детском песенном конкурсе Dainų dainelė(«Песня-песенка»,а позже пела в ансамбле «En-den-du» под руководством Вадима Камразера.Как она впоследствии утверждала, её кумиром был певец Робби Уильямс.Помимо пения,Грудите также параллельно обучалась игре на музыкальных инструментах:канклес и пианино.В старших классах училась уже в Шяуляйской университетской гимназии,а после её окончания поступила в Шяуляйский университет на факультет искусства, который окончила по специальности «Эстрадное искусство».
Начав работать на телеканале TV3, в 2010 году Агне неожиданно получила приглашение на одну из основных ролей телесериала «Лето в Найсяях».Сериал оказался очень популярным и снимался вплоть до 2015 года,а зрители заметили красивую девушку,которую даже назвали потенциальным секс-символом Литвы. В 2012 году она снялась в романтической комедии«День святого Валентина» (но чаще используется вольный перевод названия фильма — «День святого Валентина»),в которую вошёл ряд эротических сцен,из-за чего картина в некоторых СМИ была названа самым эротическим литовским фильмом года. Также в 2012 году Грудите снялась в грузино-литовском телесериале«Винный путь», благодаря чему стала известна и в Грузии. В течение двух последующих лет она снялась в ещё двух иностранных проектах — украинском телесериале «Нюхач» и российском фильме-катастрофе «Экипаж».

## Личная жизнь
В первый раз вышла замуж в 22 года, а к моменту начала съёмок в сериале «Лето в Найсяях» уже была беременна; позже родила дочь Еву. Высокая популярность и постоянная занятость актрисы стали причиной семейных ссор, поэтому вскоре пара распалась, при этом Агне забрала себе шестимесячную дочку. Спустя полтора года вышла замуж второй раз.

## Мнения
- В 2010 году звезду сериала «Лето в Найсяях» назвали секс-символом страны[10].
- В 2011 и 2012 годы Агне Грудите была признана лучшей актрисой года[11].
- Неоднократно включалась в рейтинг самых красивых женщин Литвы: в 2011 году заняла 10-е место[12], за 2012 год — 18-е[13].
- В январе 2016 года журнал Etiquette разместил на обложке десять известных литовских женщин современности, в число которых вошла и Грудите[14].

## Работы

### Телеведущая
- Šeimų dainos
- Auksiniai svogūnai
- Vaikų balsas

### Актриса
| Год       |   | Русское название       | Оригинальное название            | Роль         |
| --------- | - | ---------------------- | -------------------------------- | ------------ |
| 2010—2015 | с | Лето в Найсяях         | Оригинальное название неизвестно | Елена «Эли»  |
| 2012      | ф | День святого Валентина | Кристина                         |              |
| 2012      | с | Винный путь            | Оригинальное название неизвестно | Дайва        |
| 2015      | с | Нюхач                  | Нюхач                            | Ирина Нордин |
| 2016      | ф | 12 стульев             | Эрнеста                          |              |
| 2018      | ф | Альдебаран             | Инга                             |              |